# Army of God
Die Army of God (AOG, englisch für Armee Gottes) ist eine US-amerikanische christlich-fundamentalistische Terrororganisation, die sich im Wesentlichen mit Militanz gegen Personen oder Institutionen richtet, die Abtreibungen vornehmen. Der Fernsehsender HBO produzierte eine Dokumentation mit dem Titel Soldiers in the Army of God („Soldaten in der Armee Gottes“).

## Aktionen
Die erste dokumentierte Straftat der AOG fand im Jahre 1982 statt:
Drei Mitglieder der Organisation hielten den Arzt Hector Zevallos und seine Frau Rosalee Jean als Geiseln. Die Geiseln wurden später unverletzt freigelassen. Die Ostküstendivision („East Coast division“) der AOG übernahm die Verantwortung, als drei Männer, einer von ihnen war Michael Bray, Bomben an sieben Abtreibungskliniken in Maryland, Virginia und Washington D.C. im Jahre 1985 anbrachten.
In den Jahren 1984–1994 hat die AOG Bomben- oder Brandanschläge auf 100 Kliniken verübt, in denen Abtreibungen durchgeführt werden.
Die AOG übernahm die Verantwortung für Eric Rudolphs Nagelbombenanschlag auf Abtreibungskliniken in Atlanta im Jahr 1996 und Birmingham, Alabama sowie auf eine Lesbenbar in Atlanta.
Clayton Waagner, der von sich behauptete für die Sektion der AOG in Virginia („Virginia Dare Chapter“) zu handeln, schickte über 500 Briefe an 280 Abtreibungsinstitutionen im Jahre 2001. Er behauptete, es würde sich bei dem beigefügten weißen Pulver um Anthrax handeln.
Die Gruppe wurde des Weiteren mit zahlreichen Attacken auf Abtreibungsinstitutionen in Verbindung gebracht.
Zuletzt hat sich die AOG zu einem Anschlag bekannt, den Robert Lewis Dear begangen hat. Am 27. November 2015 griff der damals 57-Jährige eine Planned Parenthood-Klinik in Colorado Springs an. Er tötete dabei einen Polizisten und zwei Zivilisten. Neun weitere Menschen wurden während der Attacke verletzt.

## Selbstverteidigungserklärung(Defensive Action Statement)
Die AOG unterstützt die zweite Selbstverteidigungserklärung (Second Defensive Action Statement), wie sie von der Organisation Defenders of the Defenders of Life vertreten wird, welche aussagt:
- Wir, die Unterzeichnenden, erklären, dass wir die gerechte göttliche Sache vertreten und alle notwendigen Mittel einsetzen werden, einschließlich Gewalt, um das unschuldige Leben, geboren oder ungeboren, zu verteidigen. Wir erklären, dass alle Mittel recht sind, um das Leben eines unschuldigen Kindes, geboren oder ungeboren, zu verteidigen.
- Wir erklären und bestätigen, dass Paul Jennings Hill, als er John Britton angriff, richtig gehandelt hat. Seine Aktionen waren moralisch gerechtfertigt, wenn sie dazu gedient haben, unschuldiges Leben zu verteidigen.

Paul Jennings Hill war Chef einer Organisation namens Defensive Action, die ein Statement veröffentlichte, in dem es hieß, man wolle die Mörder ermorden („killing the killers“). Hill ermordete den Abtreibungsarzt John Britton und dessen Leibwächter James Barrett im Jahre 1994. Er wurde zum Tode verurteilt und hingerichtet.

## Mitglieder
- Paul Jennings Hill
- James Charles Kopp
- Scott Roeder, Mörder des Gynäkologen George Tiller
- Eric Robert Rudolph, Urheber des Bombenanschlags auf die Olympischen Spiele 1996
- Rachelle Shannon
- Donald Spitz, Sprecher und Webmaster der Organisation